# Emile Van Reeth
Gustavus Bernardus Emilius (Emile) Van Reeth (Boom, 27 november 1842 - 3 januari 1923) was een Belgisch  politicus voor de Katholieke Partij.

## Levensloop
Van Reeth was steenbakkerspatroon in Boom.
Hij werd verkozen tot gemeenteraadslid van Boom in 1884, was er schepen vanaf 1885 en burgemeester vanaf 1887.
Hij was katholiek volksvertegenwoordiger voor het arrondissement Antwerpen van 1896 tot 1900 en van 1902 tot 1919. 